# Sagonnin
Der Sagonnin ist ein kleiner Fluss in Frankreich, der im Département Cher in der Region Centre-Val de Loire verläuft. Er entspringt im nordwestlichen Gemeindegebiet von Sagonne, entwässert nach einem anfänglichen Lauf gegen Südosten generell in südwestlicher Richtung und mündet nach rund 16 Kilometern im Gemeindegebiet von Bannegon als rechter Nebenfluss in den Auron.

## Orte am Fluss
(Reihenfolge in Fließrichtung)
- Les Touches, Gemeinde Sagonne
- La Motte Béraud, Gemeinde Sagonne
- Sagonne
- Givardon
- Les Bertaux, Gemeinde Givardon
- Le Puits de Vorne, Gemeinde Neuilly-en-Dun
- Bannegon